# Olof Noréus
Olof Noréus, född 17 september 1770 i Bollnäs socken, Gävleborgs län, död 29 juni 1846 i Norrköping, var en svensk läkare. Han var gift med Wilhelmina Krafft.
Noréus blev student vid Uppsala universitet 1786, medicine kandidat 1795, medicine licentiat 1796, medicine doktor 1797 och kirurgie magister 1799. Han var föreståndare för en större omfattning av de ambulatoriska kurhusen i Östergötland 1797, intendent vid Söderköpings brunn 1798–1816 och provinsialmedikus i Linköpings distrikt 1800–1831. Han var även praktiserande läkare i Norrköping från 1800 och läkare vid korrektionsinrättningen i Norrköping 1806–1846. Han tilldelades professors namn, heder och värdighet 1814.